# Vägräcke
Vägräcke är ett långsträckt räcke utmed en väg, vilket monterats i syfte att höja trafiksäkerheten genom att hindra fordon från att köra av vägen, in i farliga objekt eller in i objekt som behöver skydd för påkörande fordon. 

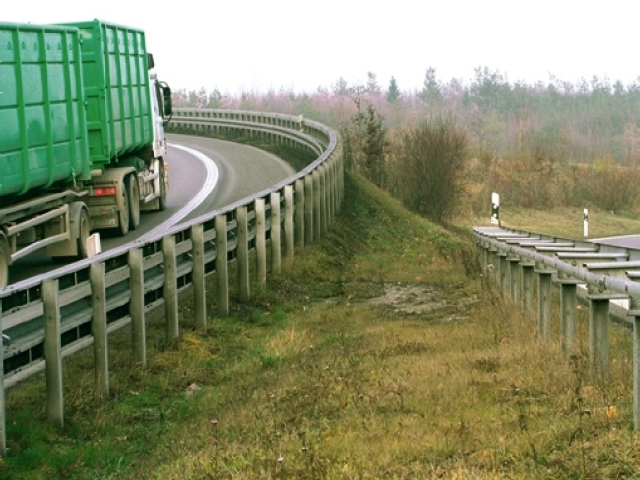
Lastbilsstoppande vägräcke av typ Super-Rail (Tyskland)

## Platser med vägräcken
Några platser där vägräcken ofta används, är:
- Mittremsa på flerfältsvägar och motorvägar
- brostöd
- bergsvägar

## Utformning av vägräcken
Utformningen syftar oftast till att fordon som träffar barriären ska styras upp på rätt köl. Detta kan uppnås genom att konstruera räckets ståndare så att räckesbalken slits loss från ett antal ståndare vid påkörning, vilket absorberar en del energi samtidigt som räckesbalken kan deformeras och styra tillbaka bilen till rätt riktning. I vissa fall har felaktig utformning eller felande montage (t.ex. med hårdare bultar än avsett) satt denna mekanism ur spel. Då kan ståndarna dra med sig räckesbalken till marken när de tippar omkull, vilket gör att fordonet kan passera över barriären. 

### Påkörning med motorcykel
Mitträcken skyddar motorcyklister från att bli påkörda av mötande fordon. Å andra sidan kan motorcyklister utsättas för ökad skaderisk från vissa typer av mitträcken samt från sidoräcken. Vajerräcken har i många sammanhang pekats ut som risk för MC. Emellertid medför även många andra vägräcken att motorcyklister utsätts för onödigt hög risk att skadas svårt. Alla typer av vägräcken med fristående ståndare medför att kroppsdelar kan hamna på var sida och slitas av. Bra "MC-räcken" har därför en kontinuerlig profil. Många betongräcken har denna egenskap, liksom även vissa stålbalkräcken. Ett alternativ är att bekläda befintliga räcken med ståndare, så att utstickande delar (huvud, arm, ben) hos en kanande kropp fortsättningsvis inte kan grensla någon ståndare.
I många trafikmiljöer är det bättre att rensa vägens säkerhetszon från sidohinder, än att sätta upp sidoräcken.

### Påkörning med tunga fordon

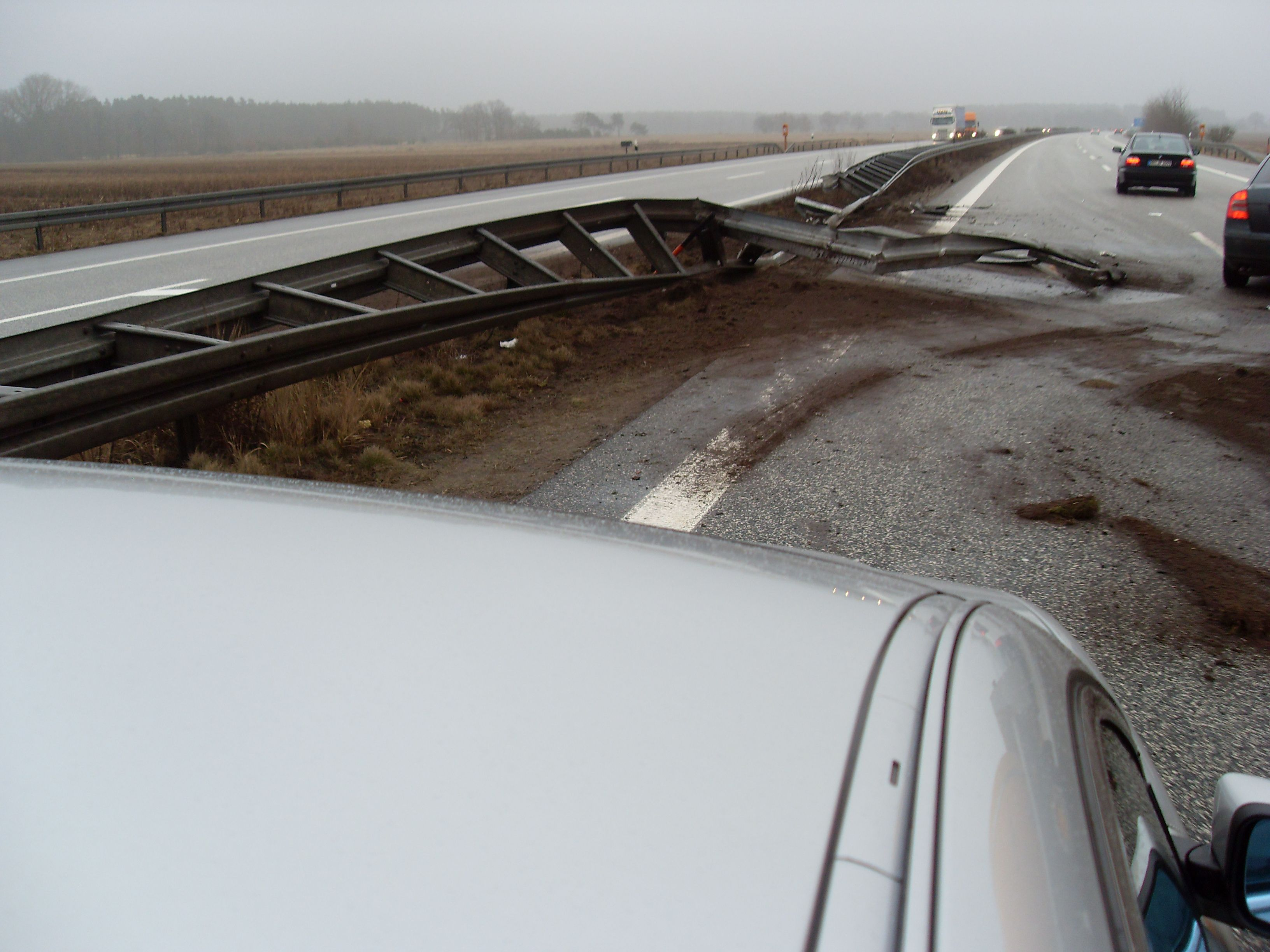
Mitträcke där en lastbil kört igenom, på Bundesautobahn 24 - A23.

För att förhindra att tunga fordon går genom eller över barriären och skapa en acceptabelt mjuk uppbromsning, har stabilare system som det tyska Super-Rail utvecklats sedan 1990-talet. Denna typ av räcke testas för att hålla upp och leda tillbaka lastbilar upp till 40 ton samtidigt som mindre fordon inte utsätts för högre påkänning än från standardvägräcken från 1930-talet.

## Vägräckesände
Ursprungligen utformades de flesta vägräcken med mycket lite uppmärksamhet till räckets ändar. Fordon som körde på räckets ände kunde stoppas upp farligt våldsamt (stenstolpe i änden) eller så kunde en spetsig räckesbalk av stål tränga in i passagerarutrymmet, vilket resulterade i allvarliga skador eller dödsfall. Därför utvecklades neddoppade räckesändar, vilka leder ned räcket till marknivå. Detta hindrar balken från att tränga in i fordonet, men kan enligt krocktest sommaren 1999 i farter från ca 70 km/tim kasta upp fordon i luften eller få den att välta runt, eftersom barriärens ände nu fungerar som en livsfarlig ramp. (Vintertid kan frost och is på räckesänden eller under påkörande bil sänka friktionen och skapa rampeffekt i betydligt lägre fart än 70 km/tim). Skadeföljden blir vid rampeffekt ofta mycket svår, eftersom föraren tappar all kontroll över fordonet och ofta slår i skyddsobjektet med sin vekaste del - taket - först. Neddoppade ändar har medfört att många har fått mycket svåra skallskador eller drunknat. För att lösa problemen med neddoppade ändar, har energiupptagande räckesändar utvecklas. Dessa har en stor platta av stål, vilken träffar bilens ram eller stötfångaren. Medan den tryckfördelande plattan drivs tillbaka längs en styrskena, avleds fordonets rörelseenergi genom att böja eller slita sönder stålet i styrskenans sektioner.
En annan typ av räckesavslut innebär att räckesbalken monteras mjukt utböjd flera meter, förbi en punkt där änden inte kan bli påkörd.
Ett annat alternativ till energiupptagande ändar är krockdämpare.

## Material
Vägräckesbalkar tillverkas idag mestadels av stål. Förr gjordes de ofta av trä. Av estetiska skäl har stålbalkar klädda med trä lanserats.
I Sverige har räckesbalken på senare år ofta ersatts av stålvajer.
Vägräckesståndare görs oftast i stål eller trä (ovanligt i Sverige). Förr gjordes de ofta i sten eller betong.
Betongräcken görs ofta massiva, vilket eliminerar ståndarna (vilka är en säkerhetsrisk för motorcyklister).
Det finns även stålräcken utan ståndare.

## Vägräcken utomlands
Storbritanniens Highways Agency har infört en ny policy som innebär att alla nya motorvägar som byggs ska förses med mitträcke av betong. Alla befintliga motorvägar kommer att få sämre typer av mitträcken utbytta till betongräcken i takt med att normalt underhåll och reparation utförs.
Storbritannien har också börjat installera krockdämpare i början av vägräcken, eftersom den äldre typen med neddoppade räckesändar kan fungera som flygramp och ge påkörande fordon en fullständigt okontrollerad luftfärd i riktning mot skyddsobjektet, ofta med bilens vekaste del taket först.
När prinsessan Diana omkom i en vägtunnel i Paris 1997, skedde det genom en krock med en betongpelare som tyvärr inte hade skyddats av vägräcke.